# Geografia Egiptu

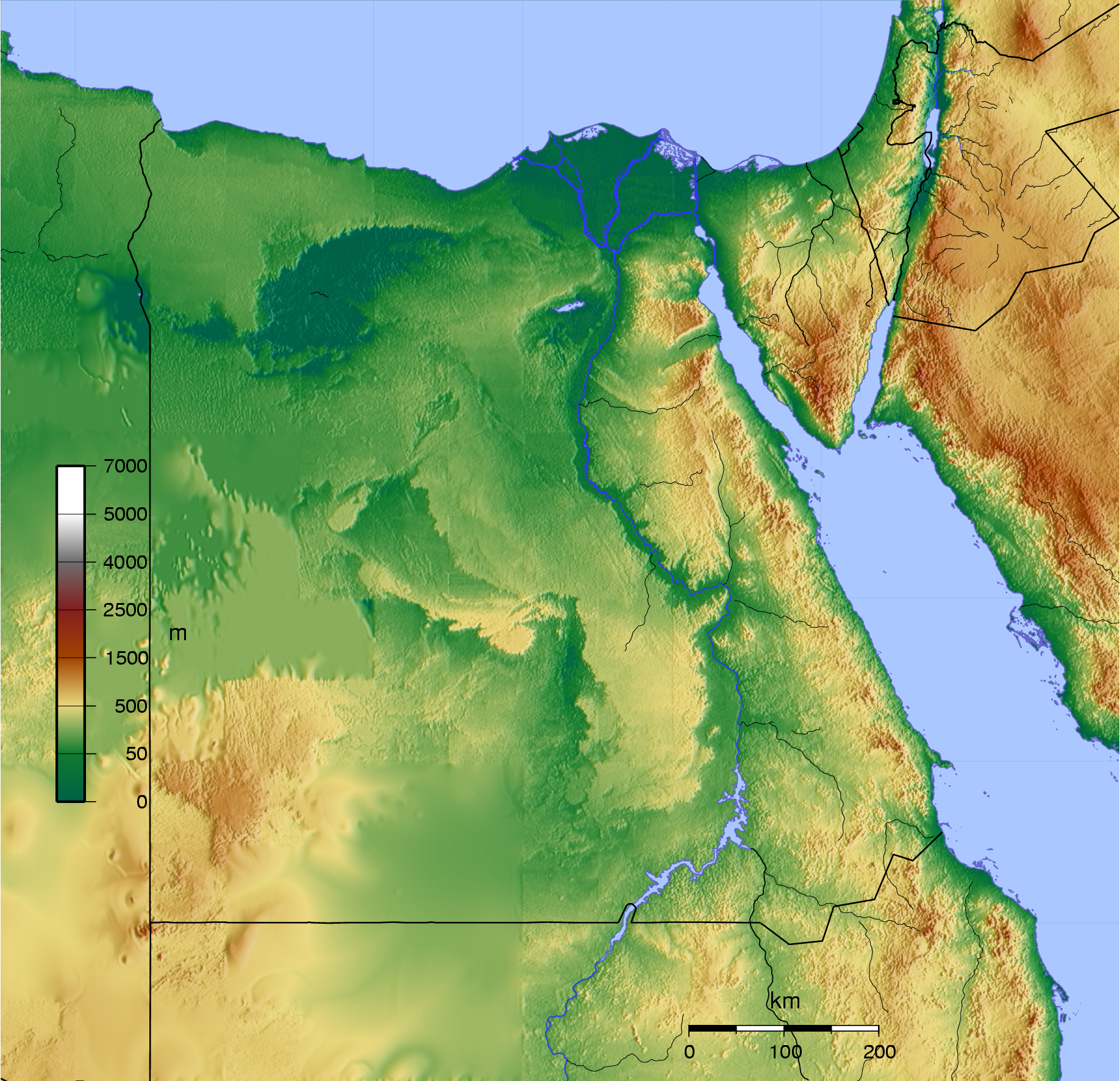
Mapa fizyczna Egiptu

Egipt jest państwem leżącym w północno-wschodniej Afryce, a częściowo także w Azji Zachodniej (półwysep Synaj), nad Nilem, na wschodnim krańcu Sahary. Graniczy z Libią, Sudanem, Izraelem i Palestyną, a oblewają go wody Morza Śródziemnego na północy i Morza Czerwonego na wschodzie.

## Granice
Długość granic lądowych w kilometrach:
- Sudan – 1273
- Libia – 1150
- Izrael – 255
- Strefa Gazy – 11

Linia brzegowa liczy 2450 km.
Kształt państwa zbliżony jest do trapezu. Granice lądowe zostały wyznaczone południkowo i równoleżnikowo przez pustynię.
Na terytorium Egiptu znajduje się umowna granica lądowa między Afryką i Azją – wzdłuż Kanału Sueskiego na Przesmyku Sueskim.

## Budowa geologiczna i rzeźba

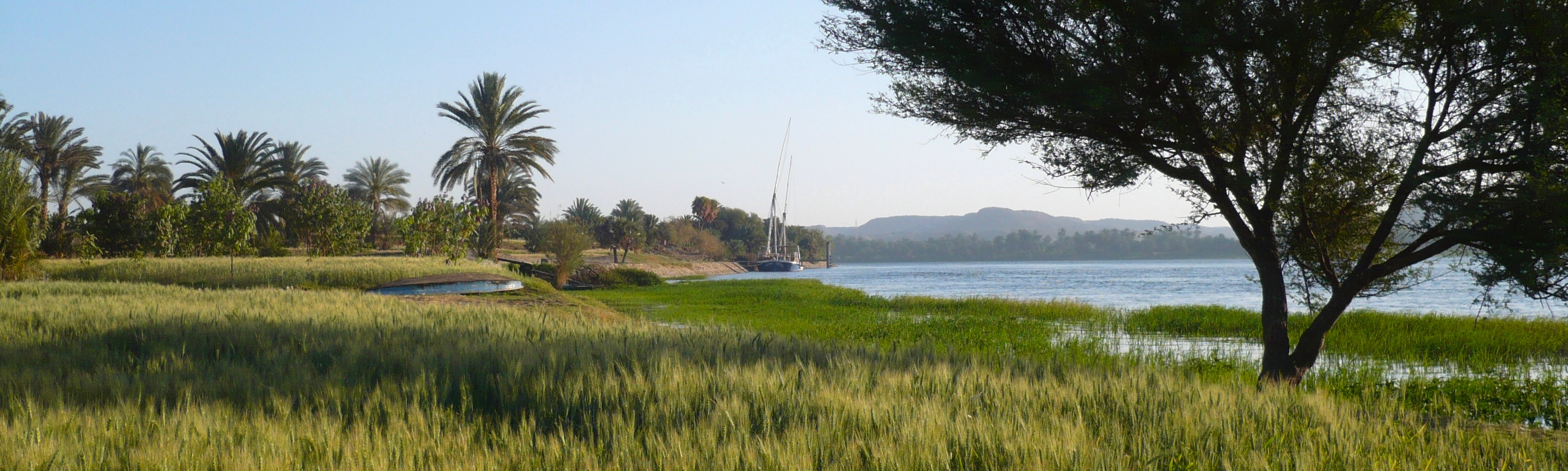
Zieleń doliny Nilu

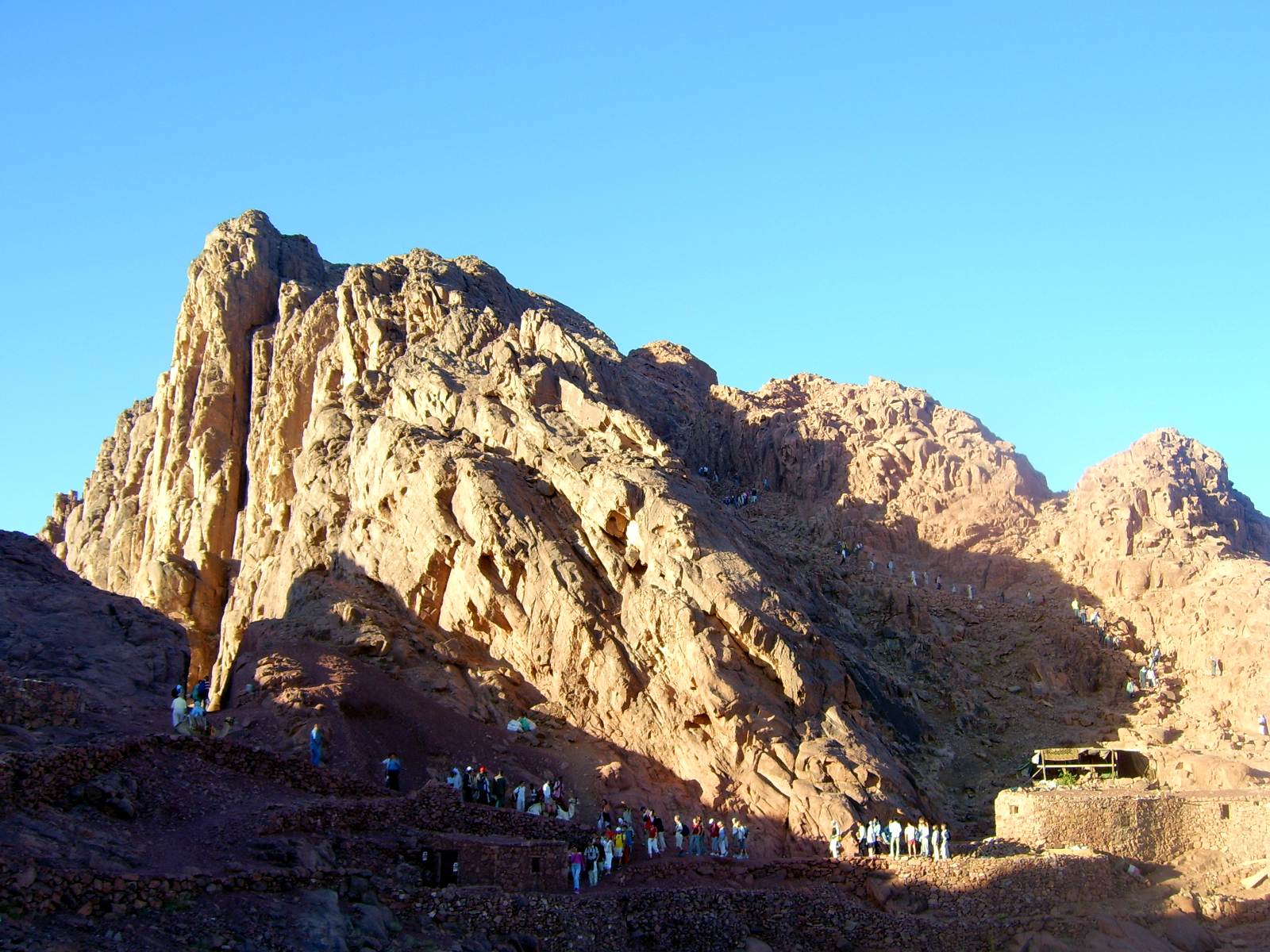
Masyw Synaju

Egipt położony jest na obszarze krystalicznej platformy afrykańskiej. Przeważająca część kraju jest wyżynna, jednak są to wyżyny dość nisko położone nad poziomem morza. Średnia wysokość wyżyn w Egipcie wynosi 320–250 m n.p.m. Największą wyżyną jest Pustynia Libijska, zwana też Pustynią Zachodnią. Obejmuje obszary zarówno piaszczyste, jak i kamieniste (hamady) z nielicznymi wzniesieniami do 450 m n.p.m. Drugą pod względem powierzchni wyżyną jest Wyżyna Libijska na północno-zachodnim krańcu Egiptu nad Morzem Śródziemnym. Wyżyna ta łagodnie przechodzi w nadbrzeżny pas nizin nad Morzem Śródziemnym. Obszary leżące we wschodnim Egipcie, czyli Pustynia Arabska (Pustynia Wschodnia) to również obszary wyżynne, pocięte skalistymi wzniesieniami i licznymi suchymi dolinami. Nizin w Egipcie jest niewiele. Największa z nich to Nizina Libijska, stanowiąca północne przedłużenie Pustyni Libijskiej i nazywana niekiedy Kotliną Libijską. Inną ważną niziną jest Delta Nilu, zajmująca obszar 3% powierzchni kraju. Jest to teren silnie nawodniony, pełen bagien i rozlewisk. Innym nisko położonym obszarem jest Dolina Nilu, drugi pod względem żyzności teren po Delcie Nilu. Tak jak w starożytności, tak i teraz skupia się tam całe rolnictwo.
Jedyne obszary górskie Egiptu położone są na półwyspie Synaj z najwyższym szczytem Górą Świętej Katarzyny o wysokości 2642 m n.p.m. oraz na wschodzie kraju, wzdłuż wybrzeży Morza Czerwonego, gdzie najwyższym szczytem jest Dżabal Hamata o wysokości 1977 m n.p.m. Wyżyny na Pustyni Arabskiej przechodzą w stosunkowo niewysokie pasma skalistych gór poprzecinanych suchymi dolinami. W wielu miejscach schodzą one bezpośrednio do morza, tworząc skaliste wybrzeża.
Egipt jest krajem pustynnym. 94% powierzchni zajmują pustynie, głównie żwirowe i kamieniste, ale sporo jest też piaszczystych leżących w zachodniej części kraju. Półwysep Synaj także jest obszarem pustynnym i półpustynnym, jednak bardziej górzystym.
Wszystkie obszary górskie mają postać suchych i skalnych łańcuchów, pozbawionych praktycznie roślinności. Żaden ze szczytów nie jest ośnieżony, nawet w okresie zimowym.

## Klimat
Egipt leży w strefie klimatu zwrotnikowego suchego, na południu przechodzącego w skrajnie suchy. Tylko wąski pas wybrzeża znajduje się w strefie łagodnego klimatu śródziemnomorskiego. Charakterystyczne dla egipskiego klimatu są niskie opady, wysokie temperatury w okresie letnim oraz niska wilgotność.
Temperatury w Egipcie mają wysokie amplitudy dobowe. Jest to ściśle związane z zajmującymi obszar niemal całego kraju pustyniami. Średnia temperatura dobowa w ciągu roku waha się od 15 °C do 32 °C. Temperatury i ich amplitudy rosną w kierunku południowych i zachodnim, w miarę oddalania się od morza. Tylko w wąskim pasie wybrzeża utrzymują się na niskim poziomie. Latem na wybrzeżu Morza Śródziemnego temperatury sięgają w dzień około 30 °C, a w nocy spadają o kilka stopni. Na południu w ciągu dnia temperatury sięgają nawet 50 °C, w nocy mogą spaść poniżej 10 °C. W zimie dni są z reguły ciepłe, ale w nocy zdarzają się przymrozki, dotyczy to jednak tylko obszarów pustynnych. Na północnym wybrzeżu Egiptu zimy są łagodne ze średnią temperaturą 10–15 °C bez nocnych przymrozków. Na południe od Zwrotnika Raka średnia temperatura zimą utrzymuje się w granicach 20–25 °C. W dzień może osiągać 30 °C, jednak w nocy zdarzają się tam przymrozki (południe Egiptu to suche i pustynne tereny).
Egipt jest krajem o suchym klimacie. Przez meteorologów jego południowa część zaliczana jest do klimatu skrajnie suchego – bez opadów lub ze sporadycznymi opadami deszczu (raz w roku lub nawet raz na kilka lat). Jezioro Nasera ma niewielki wpływ na wzrost opadów (+ 10 mm) ograniczający się tylko do jego najbliższych okolic. W całym Egipcie maksymalna średnia opadów to 150 mm w strefie nadbrzeżnej Morza Śródziemnego. W Kairze leżącym 160 km od morza średnia roczna wysokość opadów to tylko 25 mm (są to warunki typowe dla pustyni). W okolicach Hurghady, jak i na całym wybrzeżu Morza Czerwonego, opady są jeszcze niższe lub nie występują. Deszcze padające w Egipcie mają zazwyczaj postać krótkotrwałej ulewy. Na wybrzeżu Morza Śródziemnego jest podobnie, przy czym deszcze padają tam głównie w okresie zimowym.
W Egipcie panuje bardzo duże nasłonecznienie. Spowodowane jest to małą ilością opadów i brakiem zachmurzenia, a także wysokością słońca na horyzontem. Latem słońce w zależności od miejsca, świeci pod kątem od 80° do 90°. Piasek na pustyni w takich warunkach nagrzewa się do 70 °C.

## Wody
Zasób wód w Egipcie jest dosyć ograniczony. Jedyną stałą rzeką jest Nil, płynący przez cały kraj i rozlewający się w rozległą deltę u wybrzeży Morza Śródziemnego. Rzeka ta od niepamiętnych czasów jest głównym źródłem wody Egiptu. Dziś jej nurt jest bardziej uregulowany dzięki tamie pod Asuanem. Pozostałe cieki wodne to rzeki okresowe lub epizodyczne – przez większą część roku są to suche doliny (wadi), w których tylko raz na rok lub raz na kilka lat pojawia się wartka rzeka, której żywotność nie przekracza nawet miesiąca. Egipt posiada także ogromne zasoby wód podziemnych, jednak stopień ich wykorzystania jest niewielki. Innym sposobem pozyskiwania wody do celów gospodarczych jest zbieranie rosy. Możliwe jest zebranie w ten sposób do 10 mm na dobę.

## Gleby
W Egipcie występuje kilka rodzajów gleb. W zachodniej części kraju w pobliżu granicy z Libią, głównie na Pustyni Zachodniej (Libijskiej) występują jałowe, pustynne yermosole. Składają się one głównie ze żwiru i kamieni. Gleby te są silnie przepuszczalne. W niektórych miejscach nisko położonych występują słone gleby związane z terenami pustynnymi. Po wschodniej stronie Nilu i na półwyspie Synaj powszechnie występującymi glebami są leptosole. Gleby żyzne, fluwisole, spotyka się tylko na terenach w dolinie Nilu i w delcie. Tylko jedna trzecia tych gleb ma dobry lub bardzo dobry poziom żyzności.

## Flora
Pustynny klimat Egiptu sprawia, że szata roślinna jest bardzo uboga. Bujna roślinność ogranicza się tylko do doliny i delty Nilu oraz miast, gdzie ma charakter zieleni miejskiej. Na pustyni roślinność jest bardzo uboga, ogranicza się jedynie do suchych traw i rosnących rzadko krzewów tamaryszku. Wśród drzew spotyka się głównie palmy oraz akacje. Naturalna roślinność w dolinie i delcie Nilu została niemal całkowicie wyniszczona przez działania rolnicze człowieka. Dziś można zobaczyć tam jedynie zasadzone przez człowieka eukaliptusy, platany, jałowce i palmy. Wody Nilu, zwłaszcza te w delcie, stanowią znakomite środowisko dla rozwoju roślinności bagiennej i wodnej. Występujący tu dawniej papirus został wyniszczony w XIX w., jednak obecnie od kilku dziesięcioleci podejmowane są próby wprowadzenia go do uprawy. Lotos będący symbolem Egiptu jest obecnie rzadko występującą rośliną.

## Fauna
W Egipcie występuje duża różnorodność zwierząt. Żyją tam takie gatunki jak gazela pustynna czy arui grzywiasta. Na pustyni spotykane są charakterystyczne dla tego regionu gatunki, takie jak skoczek pustynny i fenek pustynny. Powszechne są też skorpiony. Do występujących w Egipcie niebezpiecznych zwierząt zaliczają się węże plamiste oraz żyjące na terenach rolniczych kobry. Plagą w Egipcie są gryzonie, które rozmnażają się w szybkim tempie. W Egipcie występuje także około 150 gatunków ptaków. Żyjący kiedyś na obszarze całego Egiptu ptak ibis jest obecnie w tym kraju gatunkiem wymarłym. Wciąż jednak żyją tam takie ptaki jak: sokół, raróg czy też pustułka. W wodach Egiptu żyje około 190 gatunków ryb. Wśród owadów powszechnie występujących w Egipcie wymienić można żyjącego na terenach pustynnych skarabeusza.